# Mitromica decaryi
Mitromica decaryi is een slakkensoort uit de familie van de Costellariidae. De wetenschappelijke naam van de soort is voor het eerst geldig gepubliceerd in 1932 door Dautzenberg.